# Kenny Satterfield
Kenneth Alexander "Kenny" Satterfield (nacido el 10 de abril de 1981 en Nueva York, Nueva York) es un exjugador de baloncesto estadounidense que disputó dos temporadas en la NBA, desarrollando el resto de su carrera en Europa, Asia y Sudamérica. Con 1,88 metros de estatura, lo hacía en la posición de base.

## Trayectoria deportiva

### Universidad
Tras disputar durante su etapa de high school el prestigioso McDonald's All-American Game, jugó durante dos temporadas con los Bearcats de la Universidad de Cincinnati, en las que promedió 11,9 puntos, 4,1 rebotes y 5,2 asistencias por partido. En 2000 fue el mejor pasador de la Conference USA, con 5,4 pases de canasta por encuentro, y al año siguiente fue incluido en el tercer mejor quinteto de la conferencia.

### Profesional
Fue elegido en la quincuagésimo tercera posición del Draft de la NBA de 2001 por Dallas Mavericks, pero sus derechos fueron traspasados a los Denver Nuggets, quienes acabaron por firmarle un contrato no garantizado por una temporada. En su primera temporada promedió 5,3 puntos y 3,0 asistencias por partido.
Mediada la temporada siguiente fue despedido, firmando días después con los Philadelphia 76ers, con quienes actuó como tercer base, tras Eric Snow y John Salmons, disputando apenas 4 minutos por partido.
Tras jugar en el CSP Limoges francés, volvió a su país para enrolarse en los Fayetteville Patriots de la NBA D-League, con los que disputó 18 partidos, todos menos uno como titular, promediando 18,6 puntos y 6,9 asistencias.
A partir de ese momento su carrera transcurrió entre ligas menores de su país y equipos de tres continentes diferentes, retirándose en 2012 tras jugar con los Gigantes de Guayana venezolanos.

## Estadísticas de su carrera en la NBA

### Temporada regular
| Temporada | Edad | Equipo             | Liga | Pos. | P  | TIT | MIN  | TC  | TCA | %TC  | 3P  | 3PA | %3P  | 2P  | 2PA | %2P  | TL  | TLA | %TL  | R.OF. | R.DEF. | REB | ASIS | ROB | TAP | PER | FP  | PTS |
| 2001-02   | 20   | Denver Nuggets     | NBA  | PG   | 36 | 4   | 15.6 | 2.0 | 5.5 | .367 | 0.2 | 0.8 | .259 | 1.8 | 4.8 | .384 | 1.0 | 1.3 | .783 | 0.5   | 1.0    | 1.4 | 3.0  | 0.9 | 0.0 | 1.5 | 1.2 | 5.3 |
| 2002-03   | 21   | TOTAL              | NBA  | PG   | 39 | 6   | 12.9 | 1.4 | 4.7 | .301 | 0.1 | 0.7 | .179 | 1.3 | 4.0 | .323 | 0.4 | 0.6 | .680 | 0.4   | 0.7    | 1.1 | 1.7  | 0.5 | 0.1 | 1.1 | 0.9 | 3.4 |
| 2002-03   | 21   | Denver Nuggets     | NBA  | PG   | 22 | 6   | 19.1 | 2.3 | 7.5 | .309 | 0.2 | 1.3 | .179 | 2.1 | 6.2 | .336 | 0.7 | 1.0 | .696 | 0.5   | 1.0    | 1.6 | 2.4  | 0.8 | 0.1 | 1.6 | 1.4 | 5.6 |
| 2002-03   | 21   | Philadelphia 76ers | NBA  | PG   | 17 | 0   | 4.8  | 0.2 | 1.1 | .222 | 0.0 | 0.0 |      | 0.2 | 1.1 | .222 | 0.1 | 0.1 | .500 | 0.2   | 0.2    | 0.5 | 0.9  | 0.1 | 0.0 | 0.4 | 0.4 | 0.5 |
| Total     |      |                    | NBA  |      | 75 | 10  | 14.2 | 1.7 | 5.1 | .335 | 0.2 | 0.7 | .218 | 1.5 | 4.4 | .355 | 0.7 | 0.9 | .746 | 0.4   | 0.8    | 1.3 | 2.3  | 0.7 | 0.0 | 1.3 | 1.1 | 4.3 |